# فرانسیس ازوهو
فرانسیس ازوهو (انگلیسی: Francis Uzoho؛ زادهٔ ۲۸ اکتبر ۱۹۹۸) بازیکن فوتبال اهل نیجریه است.
از باشگاه‌هایی که در آن بازی کرده‌است می‌توان به تیم ملی فوتبال نیجریه اشاره کرد.
وی همچنین در تیم‌های ملی فوتبال تیم ملی فوتبال زیر 17 سال نیجریه و تیم ملی فوتبال نیجریه بازی کرده‌است.